# Ella Fitzgerald
Pour les articles homonymes, voir Fitzgerald.
Ella Fitzgerald, née le 25 avril 1917 à Newport News (Virginie) et morte le 15 juin 1996 à Beverly Hills (quartier de Los Angeles), est une chanteuse de jazz américaine.
Elle est considérée, avec Sarah Vaughan, Nina Simone et Billie Holiday, comme l'une des plus importantes et célèbres chanteuses de l'histoire du jazz, avec une tessiture de trois octaves, remarquable pour la pureté de sa voix et sa capacité d'improvisation, particulièrement en scat. Elle hérite du titre de Jazz Royalty « The First Lady of Song » (littéralement « La Première Dame de la chanson », mais souvent traduit par « La Grande Dame du jazz ») après l'apogée du swing. Elle a enregistré 70 albums, vendus à environ 40 millions d'exemplaires en près de 60 ans de carrière, et remporté 14 Grammy Awards, y compris le Grammy du couronnement d'une carrière.
Elle est célèbre entre autres pour ses improvisations, avec en particulier Mack the Knife (extrait de L'Opéra de quat'sous) à Berlin en 1960, morceau au cours duquel elle a eu un trou de mémoire et qu'elle a poursuivi sans hésitation en alternant scat et paroles improvisées. Cette version de Mack the Knife est certainement l'un des succès les plus connus d'Ella Fitzgerald, avec Mister Paganini et How High the Moon. Une autre de ses improvisations fameuses a eu lieu au cours d'un concert à Antibes-Juan-les-Pins sur la Côte d'Azur à l'été 1966, alors qu'elle se produisait dans la Pinède Gould à l'occasion du festival Jazz à Juan, avec sa légendaire interprétation swing-hot jazz de It Don't Mean a Thing (If It Ain't Got That Swing) avec Duke Ellington et son big band, ou encore son hommage aux cigales avec The Cricket Song.

## Biographie

### Sa jeunesse

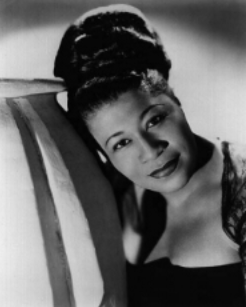
Dans les années 1930

Ella Jane Fitzgerald naît le 25 avril 1917 à Newport News en Virginie, fille naturelle de William Fitzgerald et Temperance « Tempie » Henry (1894-1932). Ses parents n'étant pas mariés, son père abandonne le domicile conjugal deux ans et demi après sa naissance. Sa mère qui travaillait dans une blanchisserie, se met alors en ménage avec Joseph Da Silva, un immigré portugais. Le couple part s'installer à Yonkers dans le comté de Westchester, près de New York où Ella grandit. Sa demi-sœur Frances Da Silva naît en 1923.
En 1925, la famille déménage à proximité de School Street, un quartier italien pauvre. Élève exceptionnelle, Ella entre au lycée Benjamin Franklin en 1929

### Carrière

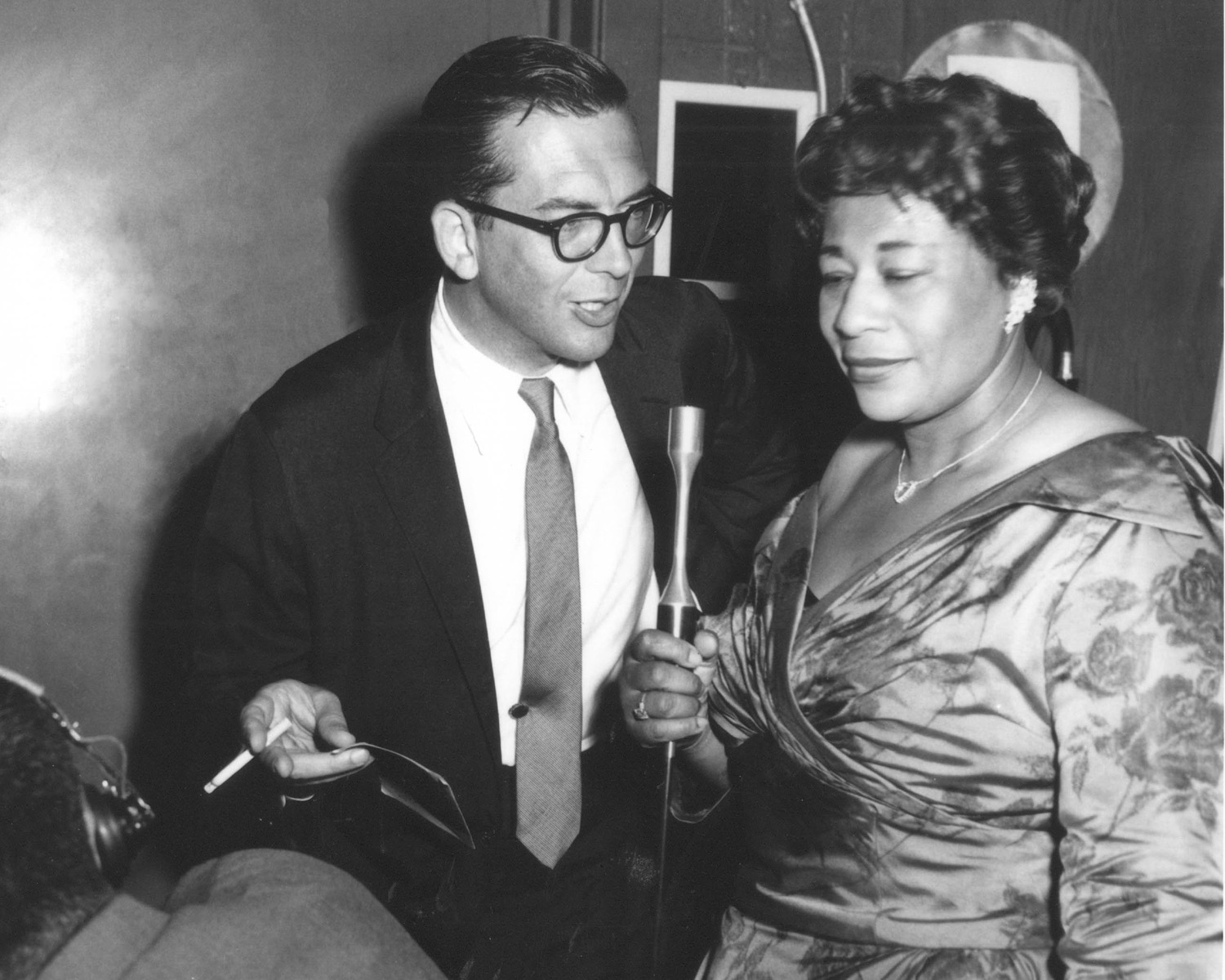
Dans l'émission Voice of America Jazz Hour, de Willis Conover

Ella Fitzgerald adorait danser, admirait Earl Snakehips Tucker (en) et rêvait d'être danseuse. Or la famille est méthodiste et l'église méthodiste africaine de Béthanie fournit à Ella Fitzgerald ses premières expériences en musique.

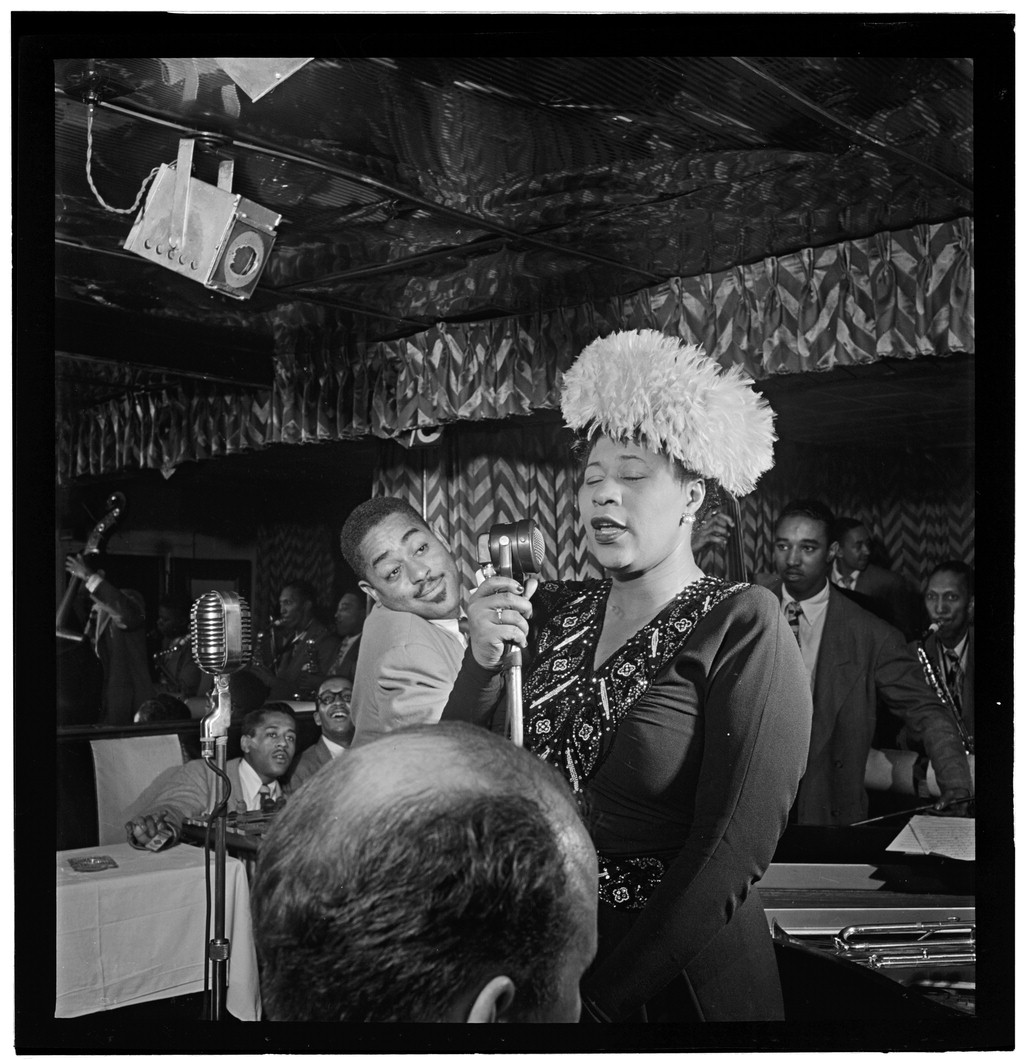
En concert en 1947, avec Dizzy Gillespie, Ray Brown, et Milt Jackson, au Downbeat Jazz Club de New York.

Ella commence à chanter à 16 ans en 1934 à l'Apollo Theater de Harlem à New York dans une des premières Amateurs Nights, concours de jeunes espoirs de la chanson, qu'elle remporte, contribuant autant à la gloire de l'Apollo qu'à la sienne. Elle est remarquée par Bardu Ali (en) de l'orchestre de Chick Webb, qui convainc Webb de l'engager.
CBS est sur le point de signer un contrat avec elle en 1932 lorsque sa mère meurt, la laissant orpheline. Elle doit alors se contenter de participer à des concours musicaux.

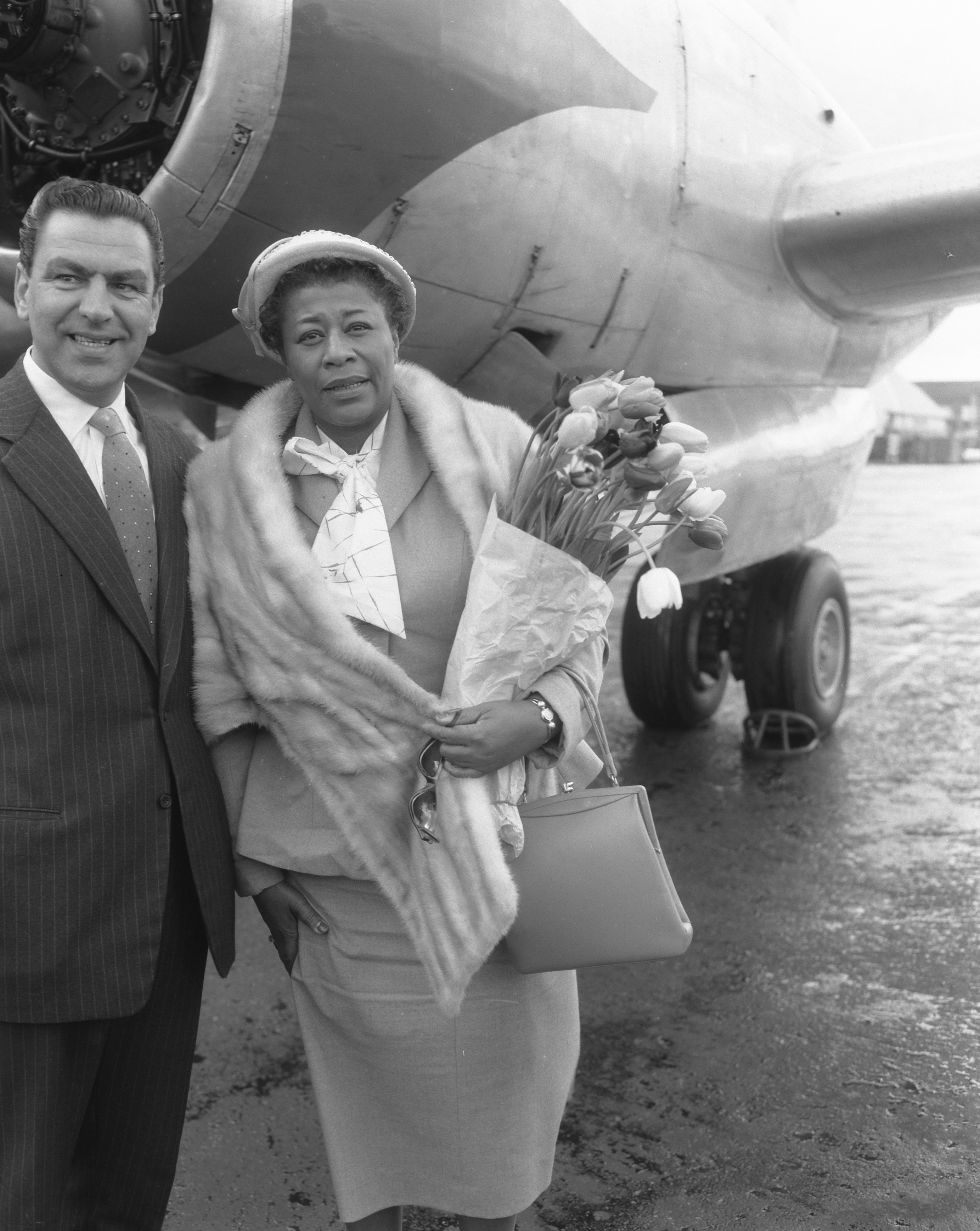
Aéroport d'Amsterdam-Schiphol des Pays-Bas (1957)

Ayant obtenu en 1935 une audition pour une semaine, elle commence à jouer avec l'orchestre de Webb au Savoy Ballroom de Harlem à New York. Elle enregistre quelques tubes avec lui, dont If You Can't Sing It, When I Get Low I Get High, You'll Have to Swing It et Love and Kisses, mais c'est sa version de la berceuse A-Tisket, A-Tasket qui la fit connaître.

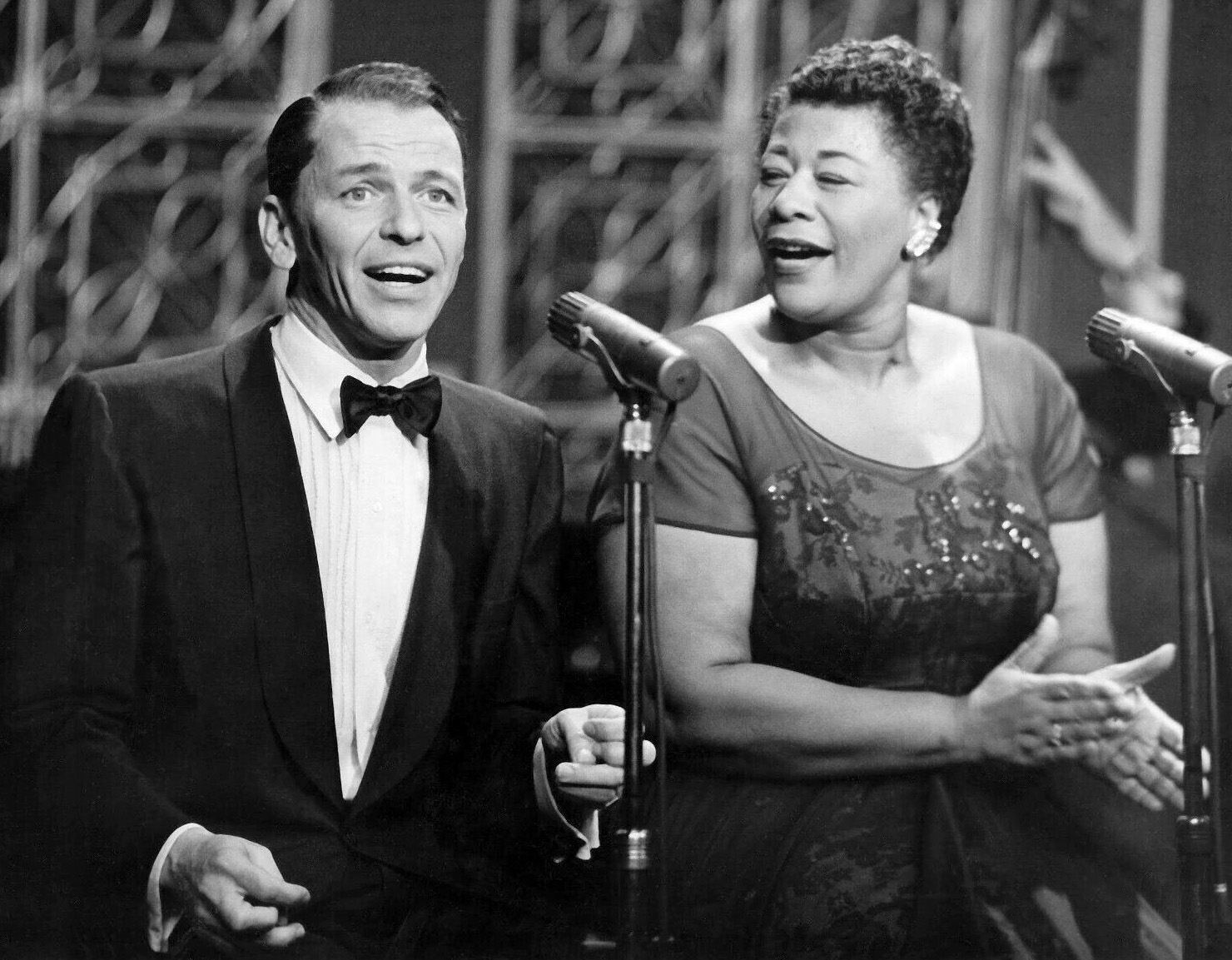
Avec Frank Sinatra (1958)

Après le décès de Chick Webb en 1939, l'orchestre continue sous le nom de « Ella Fitzgerald and Her Famous Orchestra ».
Elle commence une carrière solo en 1941. Malgré sa notoriété, elle a été victime, comme beaucoup de Noirs à cette époque, de discrimination ; elle s'est battue tout au long de sa vie pour le prouver. Au début chanteuse de swing, elle aborde aussi le bebop. Sarah Vaughan fut une de ses seules rivales dans ce domaine. Elle est la reine du scat, et elle a joué du blues, de la samba, du gospel etc., et même des chants de Noël. Ses concerts sont souvent enrichis par des imitations d'autres chanteurs ; elle imite en particulier à la perfection les voix et les gestes aussi bien de Rose Murphy que de Louis Armstrong.

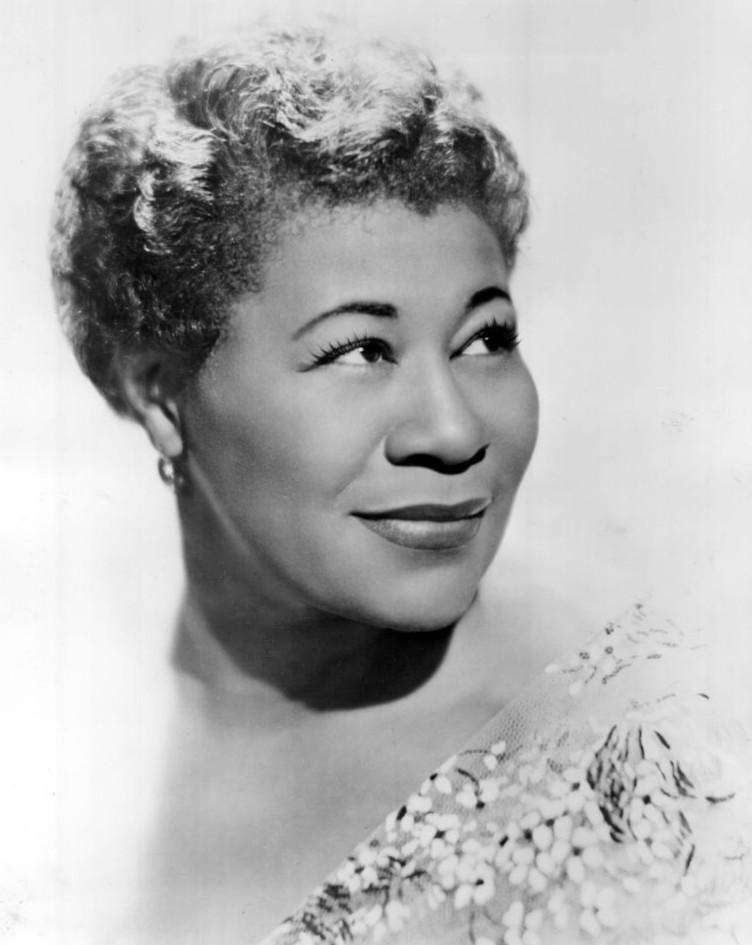
En 1962

En 1942, elle apparaît dans le film du duo comique Abbott et Costello, Deux Nigauds cow-boys, réalisé par Arthur Lubin.

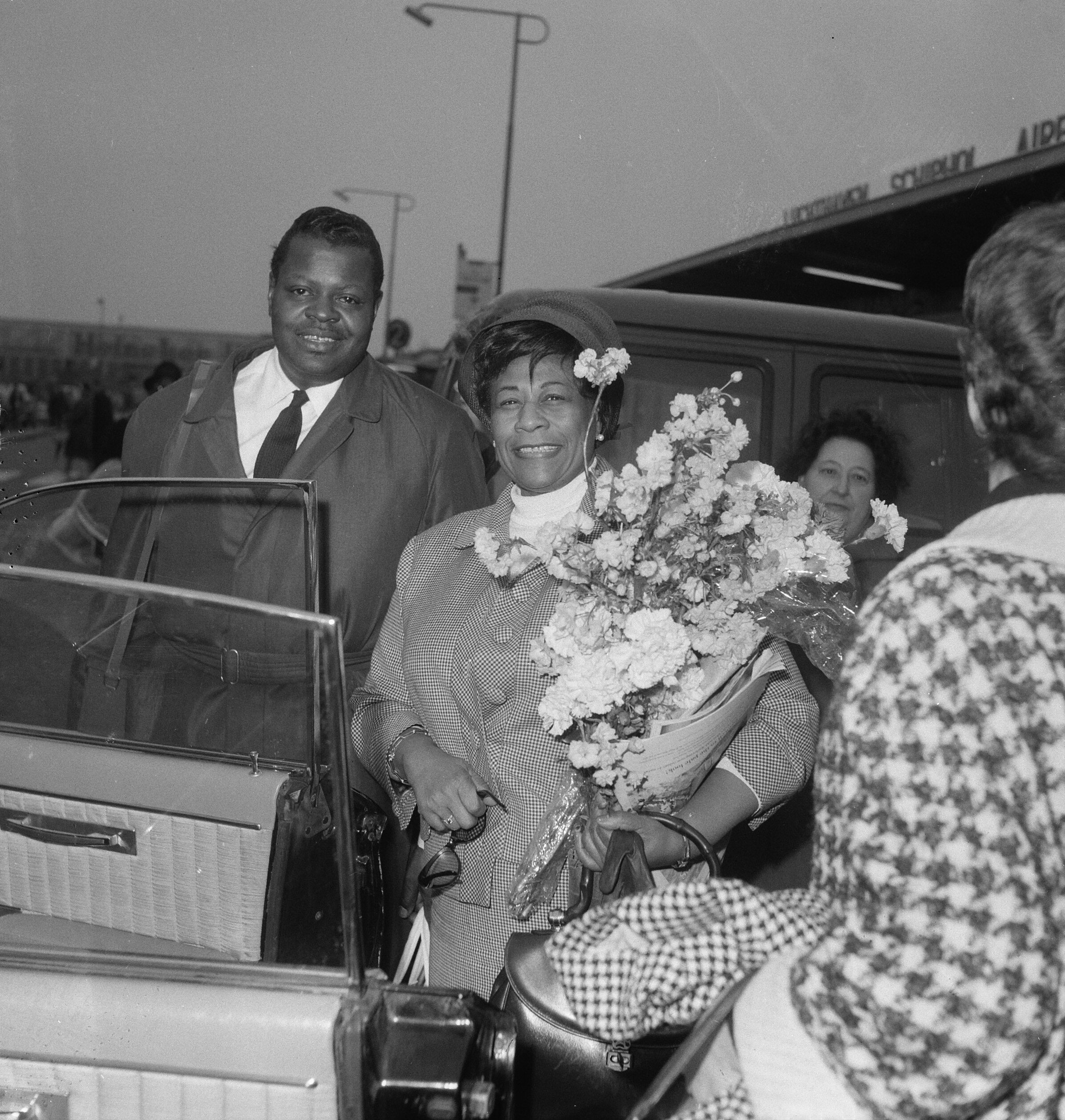
Avec Oscar Peterson (1964)

Selon les propres mots d'Ella Fitzgerald, c'est Marilyn Monroe qui apporte un grand soutien à sa carrière en l'imposant littéralement au Mocambo Club de Los Angeles. En effet Marilyn, très grande admiratrice et amie d'Ella Fitzgerald, téléphone en personne au patron du club et lui demande de programmer Ella Fitzgerald contre la promesse de réserver, chaque soir où elle se produirait, une table au premier rang. Ne pouvant refuser une telle publicité, le patron accepte et Marilyn tient parole.
En décembre 1947, elle épouse le contrebassiste Ray Brown avec qui elle adopte son neveu, Ray Brown Jr. (en) né le 13 octobre 1949 (fils biologique de Frances Da Silva, demi-sœur d'Ella). Ils divorcent en 1953.
Elle quitte Decca en 1955. La compagnie Verve a été créée au départ pour elle par son manager Norman Granz.

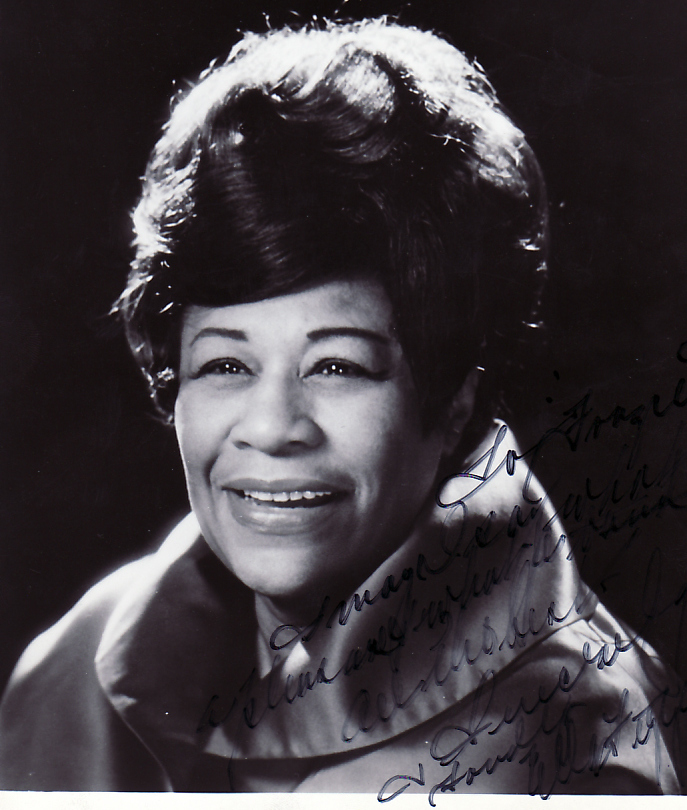
Dédicace en 1968.

Ses morceaux les plus connus sont une série produite par Norman Granz sur des chansons écrites par les plus grands compositeurs américains du moment comme George Gershwin (avec l'orchestre de Nelson Riddle), Cole Porter, Duke Ellington…

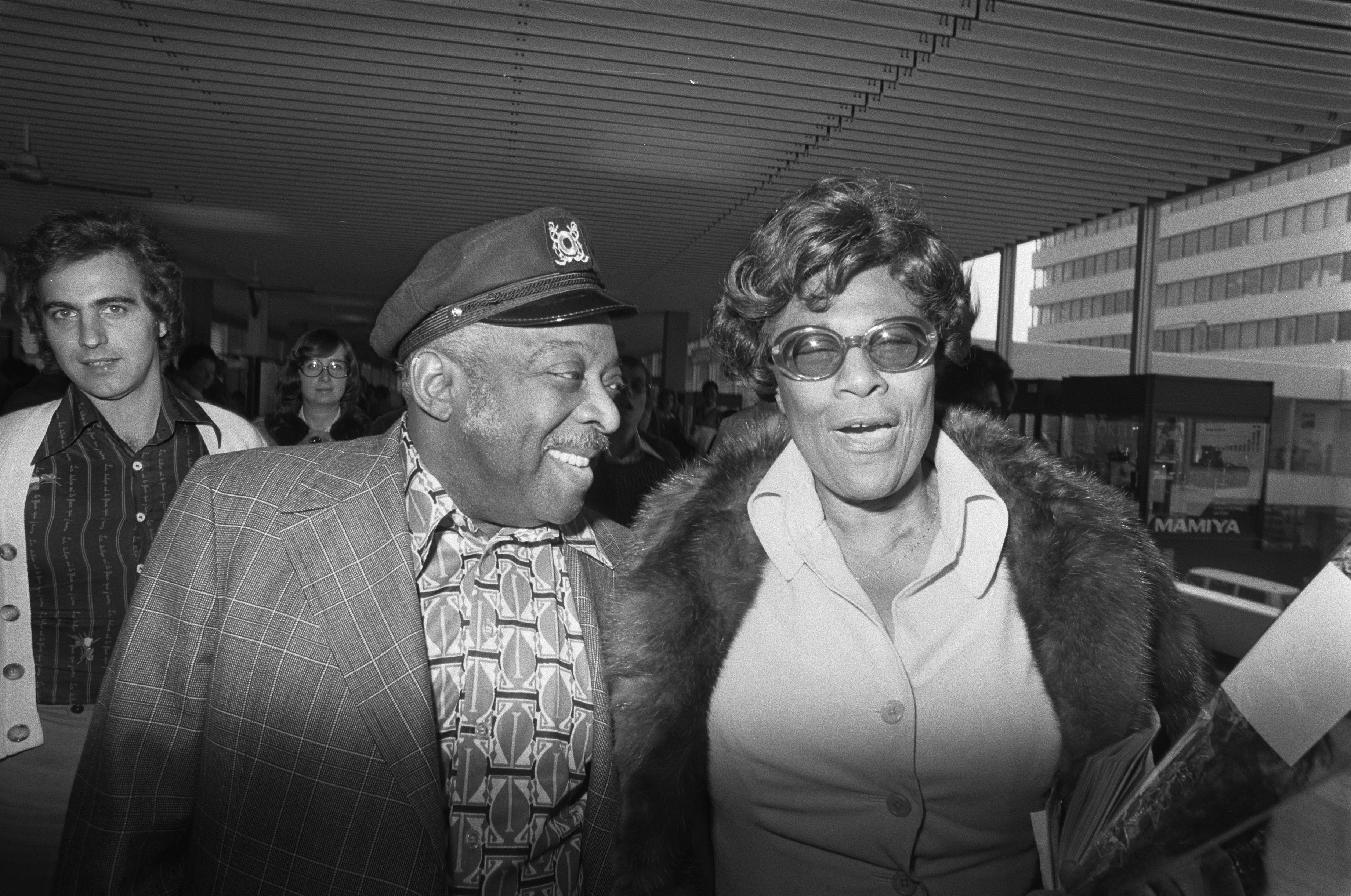
Avec Count Basie (1975)

Avec l'orchestre de Duke Ellington, elle fait des tournées en Europe et en Amérique du Nord. Elle ouvrait le concert avec le morceau de Duke Ellington Take the "A" Train ; elle a été une des rares à chanter des paroles sur ce morceau.
Elle joue en concert avec les plus importants groupes et solistes. Son vrai rôle était « instrumentiste de la voix ». Elle chante avec de nombreux partenaires instrumentaux comme Oscar Peterson, Count Basie (On the Sunny Side of the Street), Roy Eldridge, Joe Pass (Speak Love), Dizzy Gillespie, et le trio de Tommy Flanagan. Elle a aussi chanté avec d'autres voix du jazz comme Nat King Cole ou Frank Sinatra.

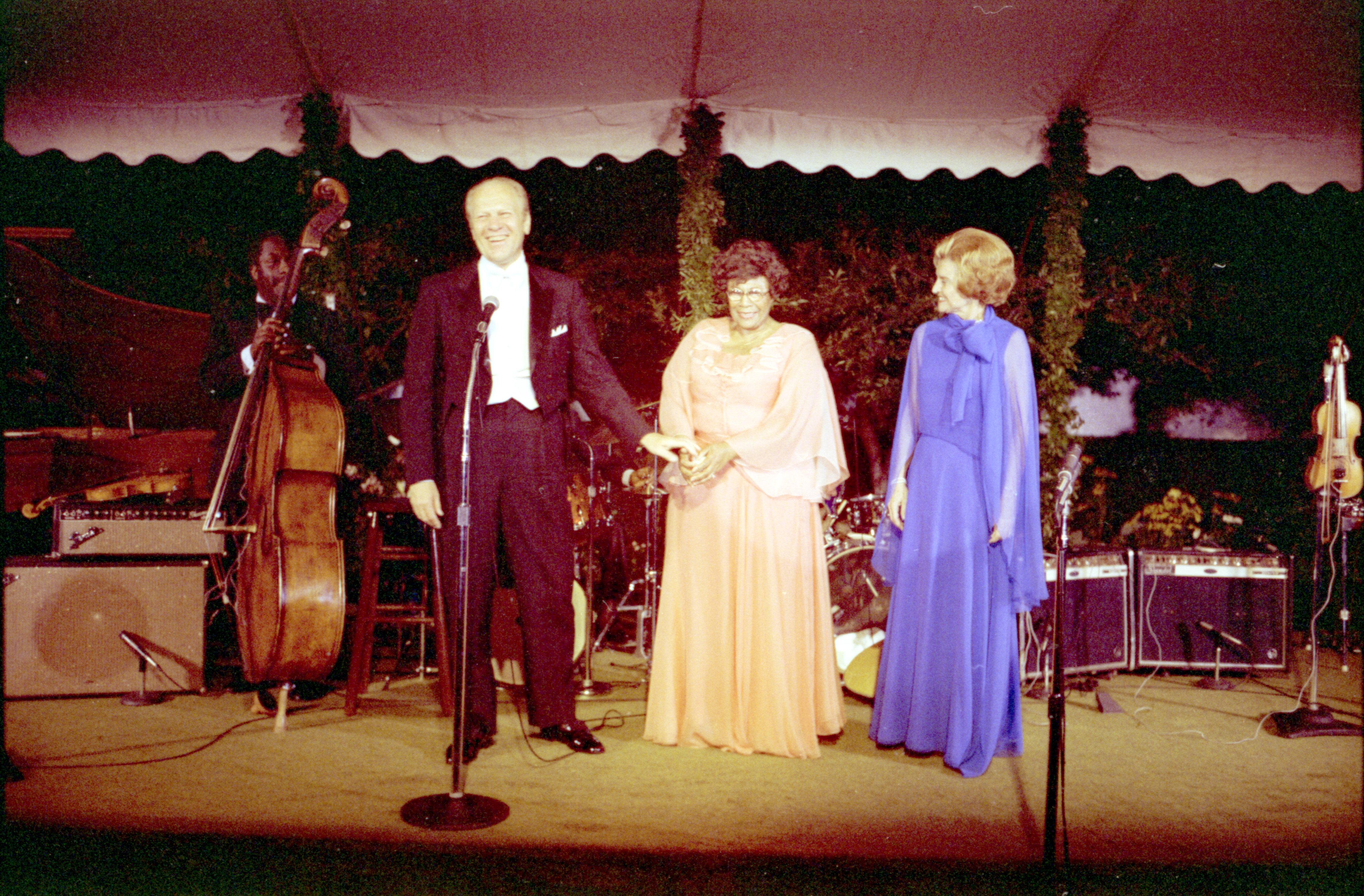
A la Maison-Blanche avec le président américain Gerald Ford et son épouse Betty Ford (1976)

Porgy and Bess est son enregistrement le plus connu avec la légende du jazz qu'était Louis Armstrong, mais elle a également enregistré avec lui le célèbre album Ella and Louis qui eut un tel succès que Norman Granz leur demanda d'enregistrer un Ella and Louis Again, qui fut également un succès.

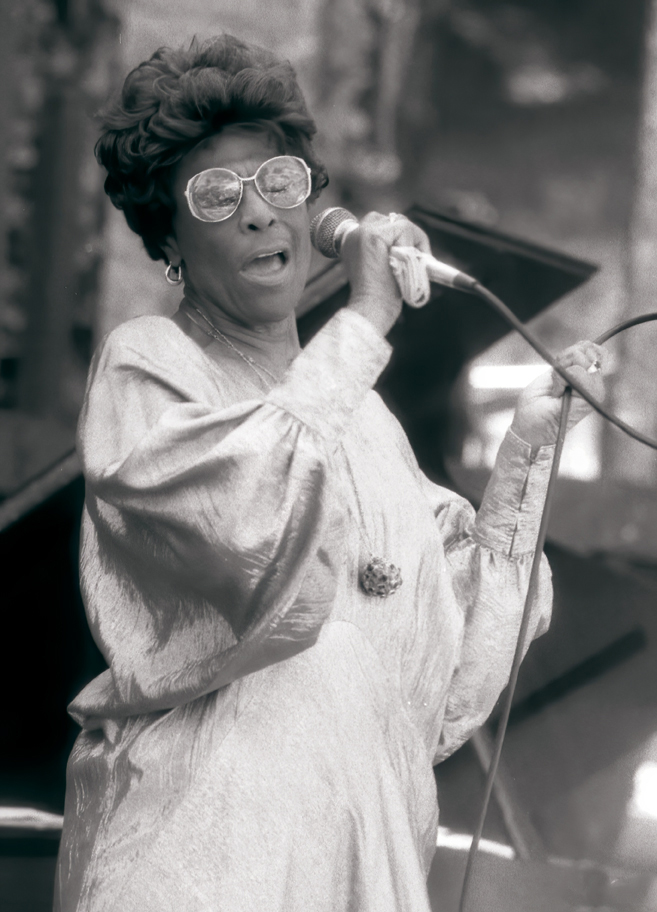
En Californie (1986)

Ella apparaît aussi comme actrice et chanteuse, avec Peggy Lee dans le film La Peau d'un autre de Jack Webb en 1955, ainsi que dans les films Deux Nigauds cow-boys de 1942, St. Louis Blues de 1958, et Let No Man Write My Epitaph de 1960.

### Mort
Le diabète la rend aveugle et conduit les médecins à l'amputer des deux jambes en 1993. Elle meurt d'un accident vasculaire cérébral à son domicile de Beverly Hills à Los Angeles le 15 juin 1996, à l'âge de 79 ans. Elle repose au Inglewood Park Cemetery (en) d'Inglewood (Californie).

## Style
L'agilité vocale d'Ella Fitzgerald est remarquable, comme dans ses interprétations de You'd Be All That I Could Desire ou dans sa finale To Come Home and to Love. Sa facilité pour le scat (dont elle est une des icones, avec des interprétations telles que « Duh-wah-du-wah-du-wah-du » de It Don't Mean a Thing (If It Ain't Got That Swing) de Duke Ellington). Selon Mark C. Gridley, elle préférait improviser son scat autour de la mélodie originale plutôt que de pencher vers l'improvisation pure, en paraphrasant, ce qui fait que plusieurs grands compositeurs de musique populaire désiraient lui faire exécuter leurs chansons tant ses lectures étaient proches de l'intention originale.

## Quelques récompenses

Avec le président des États-Unis Ronald Reagan à la Maison-Blanche en 1981.

- 1960 : Étoile du Hollywood Walk of Fame (6738 Hollywood Boulevard).
- 1967 : Grammy du couronnement d'une carrière, après avoir reçu treize Grammy Awards.
- 1979 : prix du Kennedy Center Honors.
- 1985 : National Endowment for the Arts - NEA Jazz Master : nomination et récompensée en qualité de Jazz Master[12] (N.B. : la plus prestigieuse récompense de la nation américaine en matière de jazz).
- 1987 : National Medal of Arts par le président des États-Unis Ronald Reagan à la Maison-Blanche.
- 1990 : doctorat honoris causa en musique de l'université Harvard.
- 1992 : médaille présidentielle de la Liberté par le président des États-Unis George H. W. Bush à la Maison-Blanche.
- 1995 : inscrite au National Women's Hall of Fame (Panthéon national des femmes américaines de l'État de New York).

## Hommages

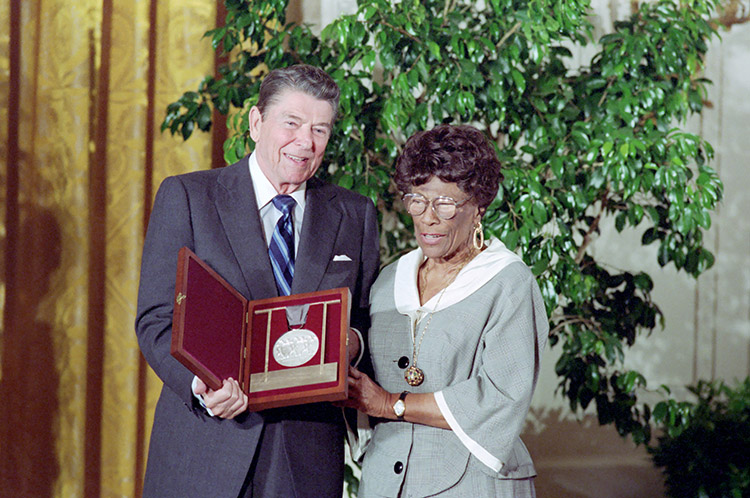
Remise de la National Medal of Arts par le président des États-Unis Ronald Reagan à la Maison-Blanche en 1987.

- La chanteuse France Gall a chanté la chanson en son hommage Ella, elle l'a de Michel Berger en 1987.
- La jeune chanteuse canadienne Nikki Yanofsky interprète son adaptation de Airmal Special à l'âge de 12 ans.
- Le lycée de Vienne-Saint-Romain-en-Gal porte son nom depuis 2012 à la suite de sa rénovation
- À Paris, une rue et une station du tramway T3b (depuis 2012) situées près de la porte de Pantin portent son nom.
- L'astéroïde de la ceinture principale (3665) Fitzgerald, découvert le 19 mars 1979 par Antonín Mrkos, a été nommé en son honneur[13].
- La série de jeu vidéo Fallout a aussi utilisé ses musiques dans les radios intégrées au jeu.

## Discographie
- 1947 : For sentimental reasons (Decca)
- 1950 : Ella Sings Gershwin (Decca)
- 1954 : Songs in a Mellow Mood (Decca)
- 1955 : Songs from Pete Kelly's Blues (Decca)
- 1956 : Sings the Cole Porter Songbook (Verve)
- 1956 : Ella and Louis (Verve)
- 1956 : Sings the Rodgers & Hart Songbook (Verve)
- 1957 : Ella and Louis Again (Verve)
- 1957 : Sings the Duke Ellington Songbook (Verve)
- 1957 : Ella at the Opera House (Verve)
- 1957 : Like Someone in Love (Verve)
- 1957 : Porgy and Bess (Verve)
- 1958 : Ella and Billie at Newport (Verve)
- 1958 : Ella Swings Lightly (Verve)
- 1958 : Sings the Irving Berlin Songbook (Verve)
- 1958 : Ella in Rome: The Birthday Concert (Verve)
- 1959 : Get Happy! (Verve)
- 1959 : Sings Sweet Songs for Swingers (Verve)
- 1959 : Sings the George and Ira Gershwin Songbook (Verve)
- 1960 : Ella in Berlin: Mack the Knife (en) (Verve)
- 1960 : Wishes You a Merry Christmas (Verve)
- 1960 : Hello, Love (Verve)
- 1960 : Sings Songs from Let No Man Write My Epitaph (Verve)
- 1960 : Sings the Harold Arlen Songbook (Verve)
- 1961 : Ella in Hollywood (Verve)
- 1961 : Clap Hands, Here Comes Charlie! (Verve)
- 1961 : Ella Returns to Berlin (Verve)
- 1962: Rhythm Is My Business (Verve)
- 1962 : Ella Swings Brightly with Nelson (Verve)
- 1962 : Ella Swings Gently with Nelson (Verve)
- 1963 : Ella Sings Broadway (Verve)
- 1963 : Sings the Jerome Kern Songbook (Verve)
- 1963 : Ella and Basie! (Verve)
- 1963 : These Are the Blues (Verve)
- 1964 : Hello, Dolly! (Verve)
- 1964 : Sings the Johnny Mercer Songbook (Verve)
- 1964 : Lullaby of Birdland (reprise)
- 1965 : Ella at Duke's Place (Verve)
- 1965 : Ella in Hamburg (Verve)
- 1966 : Whisper Not (Verve)
- 1966 : Ella and Duke at the Cote D'Azur (Verve)
- 1967 : Brighten the Corner
- 1967 : Ella Fitzgerald's Christmas
- 1968 : 30 by Ella
- 1969 : Watch What Happens
- 1969 : Ella (Reprise)
- 1970 : Things Ain't What They Used to Be (Reprise)
- 1970 : Ella in Budapest, Hungary (Pablo Records)
- 1971 : Ella à Nice (Pablo)
- 1972 : Ella Loves Cole (Atlantic)
- 1973 : Newport Jazz Festival: Live at Carnegie Hall (Columbia Records)
- 1973 : Take Love Easy (Pablo)
- 1974 : Ella Fitzgerald Jams (Pablo)
- 1974 : Ella in London (Pablo)
- 1975 : Ella and Oscar (Pablo)
- 1975 : Montreux '75 (Pablo)
- 1976 : Fitzgerald and Pass... Again (Pablo)
- 1977 : Montreux '77 (Pablo)
- 1978 : Lady Time (Pablo)
- 1978 : Dream Dancing (Pablo)
- 1979 : Digital III at Montreux (Pablo)
- 1979 : A Classy Pair (Pablo)
- 1979 : A Perfect Match (Pablo) (concert public du festival de jazz de Montreux 1979, également diffusé sur le DVD Ella and Basie - the Perfect Match, '79).
- 1981 : Ella Abraca Jobim (Pablo)
- 1982 : The Best Is Yet to Come (Pablo)
- 1983 : Speak Love (Pablo)
- 1983: Nice Work If You Can Get It (Pablo)
- 1984 : The Stockholm Concert, 1966 (Pablo)
- 1986 : Easy Living (Pablo)
- 1989 : All That Jazz (Pablo)
- 1958 : Jazz sur la Croisette (compilation avec Ella Fitzgerald lors Jazz festival de Cannes - (INA Mémoire vive / Abeille Musique)

## Filmographie
- 1942 : Deux Nigauds cow-boys (Ride 'Em Cowboy), d'Arthur Lubin
- 1955 : La Peau d'un autre (Pete Kelly's Blues), de Jack Webb
- 1958 : St. Louis Blues, d'Allen Reisner
- 1960 : L'Étrange Destin de Nicky Romano (Let No Man Write My Epitaph), de Philip Leacock